# Парлати, Кристиан
Кристиан Парлати (итал. Christian Parlati; род. 23 января 1998, Неаполь) — итальянский дзюдоист, чемпион Европы 2025 года, призёр чемпионатов мира и Европы. Бронзовый призёр соревнований по дзюдо Европейских игр 2023 года. Участник летних Олимпийских игр 2020 и 2024 годов.

## Биография
В 2018 году стал чемпионом мира среди молодых спортсменов не старше 23-х лет.
В 2021 году стал бронзовым призёром чемпионата Европы в категории до 81 кг. В схватке за третье место победил португальца Анри Эгутидзе. В этом же году принял участие на Олимпийских играх в Японии. В весовой категории до 81 кг во втором раунде уступил японцу Таканори Нагасэ.
В 2022 году на чемпионате мира в Ташкенте в весовой категории до 90 кг вышел в финал, где проиграл спортсмену из Узбекистана Давлату Бобонову.
На Европейских играх 2023 года в июне в Кракове в составе смешанной команды Италии стал бронзовым призёром.
Весной 2024 года на чемпионате мира в Абу-Даби завоевал бронзовую медаль в смешанном командном турнире. Летом принял участие в летних Олимпийских играх в Париже. В весовой категории до 90 кг Кристиан в первом же раунде уступил американцу Джону Джейну.
В апреле 2025 года на чемпионате Европы в Подгорице в весовой категории до 90 кг стал обладателем титула чемпиона Европы. В финальной схватке одолел соперника из Франции Максима Нгаяпа.